# Mboazafy Noé Rakotoarivelo
 (août 2024).
Si vous disposez d'ouvrages ou d'articles de référence ou si vous connaissez des sites web de qualité traitant du thème abordé ici, merci de compléter l'article en donnant les références utiles à sa vérifiabilité et en les liant à la section « Notes et références ».
Mboazafy Noé Rakotoarivelo, dit Razily, est un joueur de rugby à XV de Madagascar.
Il évolue en poste de trois-quarts centre, troisième ligne aile ou numéro 8.
Il a été le capitaine de la sélection malgache à partir de 2004.

## Clubs
- U.S.A. Ankadifotsy .  Madagascar
- COSFAR  Madagascar.

## Palmarès
- Vice-champion d'Afrique 2005, 2007

## Carrière

### Joueur
- 56 fois capitaine avec Les Makis
- 15 essai (75 pts)

### Sélectionneur
Il fut sélectionneur de l'équipe nationale malgache de rugby à XV en 2022, puis celle de rugby à VII féminine en 2023, puis celle de rugby à VII masculine en 2024.